# Ruta de Rhode Island 128
La Ruta de Rhode Island 128, y abreviada R.I. 128 (en inglés: Rhode Island Route 128) es una carretera estatal estadounidense ubicada en el estado de Rhode Island. La carretera inicia en el Sur desde la US 6A     en Providence hacia el Norte en la US 44     en Johnston. La carretera tiene una longitud de 5 km (3.1 mi).

## Mantenimiento
Al igual que las autopistas interestatales, y las rutas federales y el resto de carreteras estatales, la Ruta de Rhode Island 128 es administrada y mantenida por el Departamento de Transporte de Rhode Island por sus siglas en inglés RIDOT.

## Cruces
La Ruta de Rhode Island 128 es atravesada principalmente por la US 6     en Providence.